# Тачдаун

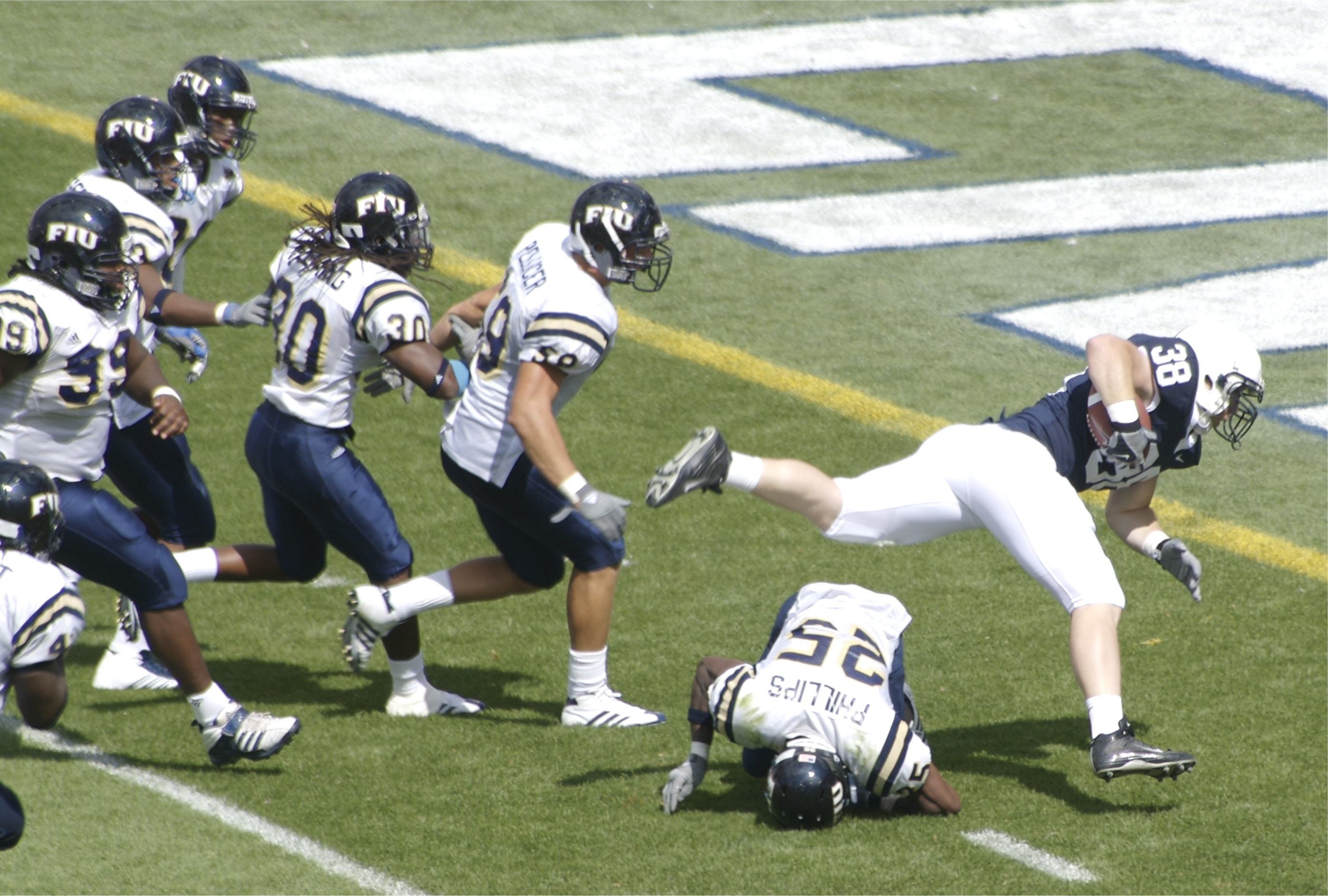
Игрок колледжской команды Пенн Стэйт заносит тачдаун

Тачда́ун (англ. touchdown «приземление») — один из способов набора очков в американском и канадском футболе. В настоящее время тачдаун является самым большим возможным набором очков и даёт команде, сделавшей его, 6 очков.

## История
За всю историю американского футбола тачдаун давал разное количество очков. Далее приведена история стоимости тачдауна:
- В 1882 году тачдаун стал стоить четыре очка. Это делалось для того, чтобы команды пытались сделать тачдаун, а не филд гол. Два сэйфти, которые в те года давали (как и сейчас) два очка, были равны одному тачдауну.
- В 1883 году тачдаун также давал четыре очка, но теперь экстрапоинт стоил два очка.
- В 1889 году тачдаун засчитывается, если мяч пересекает линию, а касание земли не обязательно. Это сделалась из-за того, что много игроков нападения получали травмы, когда защитник падал на лежачего игрока.
- В 1897 году тачдаун стал давать пять очков, а экстрапоинт — одно.
- В 1912 году тачдаун стал давать шесть очков, а экстрапоинт — одно.

Двухочковые попытки были добавлены ближе к середине XX в.

## Описание
Чтобы заработать тачдаун, игрок атакующей команды должен доставить мяч в зачётную зону команды-соперника (англ. end zone). Это можно сделать разными способами: игрок команды вместе с мячом забегает в зачётную зону противника, либо он же получает пас, находясь в зачётной зоне соперника, либо подбирает и фиксирует потерянный мяч, находясь в зачётной зоне оппонентов.
Обычно тачдаун зарабатывают игроки атакующей команды. Но также это могут сделать защитники, если они отберут мяч у команды соперника, фамбла (англ. fumble) либо совершат перехват мяча (англ. interception), а также игроки специальной команды после возвращения панта (англ. punt), начального удара, кик-оффа (англ. kick-off) или неудачного пробития филд гола (англ. field goal) соперником.

## Особенности
За каждый тачдаун команда получает 6 очков + возможность дополнительно заработать очки (либо ещё раз доставить мяч в зачётную зону соперника — 2 очка, либо забить экстрапоинт — 1 очко). При этом мяч ставится в двух, трех, либо пятнадцати ярдах от очковой зоны, в зависимости от правил.
В отличие от регби, где для фиксации попытки необходимо касаться мячом земли, в американском и канадском футболе не обязательно при входе в очковую зону совершать касание мячом земли. Достаточно выполнить только вход с мячом в очковую зону, чтобы заработать тачдаун.
После выполнения тачдауна команда, заработавшая очки, пробивает начальный удар кик-офф (англ. kickoff).